# Абдаштарт I (цар Тіра)
Абдаштарт (Абд-Астарт) I — цар міста-держави Тір бл. 927—918 роках до н.е. Ім'я перекладається як «Раб Астарти».

## Життєпис
Походив з династії Абібаала. Син Балеазара I, царя Тіра. Успадкував трон у 929 або 927 року до н. е. За іншою гіпотезою це сталося 918 року до н. е.
У 921 або 918 році до н. е. проти нього влаштували змову 4 сини годувальниці царя, внаслідок чого Абдастарта було вбито. Старший зі змовників Метусастарт захопив владу. за іншими свідченнями Абдастарт загинув внаслідок змови «поважних родин». Розправилися змовники й з усіма царськими родичами.